# No More Hollywood Endings
No More Hollywood Endings è il quinto album in studio del gruppo heavy metal finlandese Battle Beast, pubblicato nel 2019.

## Tracce
1. Unbroken – 4:09
2. No More Hollywood Endings – 3:55
3. Eden – 4:00
4. Unfairy Tales – 3:33
5. Endless Summer – 3:38
6. The Hero – 4:13
7. Piece of Me – 3:40
8. I Wish – 4:26
9. Raise Your Fists – 6:10
10. The Golden Horde – 3:59
11. World on Fire (4:03) – 3:56
12. Bent and Broken (bonus track) – 3:51
13. My Last Dream (bonus track) – 3:51

## Formazione
Gruppo
- Noora Louhimo – voce
- Juuso Soinio – chitarra
- Joona Björkroth – chitarra
- Eero Sipilä – basso, cori
- Pyry Vikki – batteria
- Janne Björkroth – tastiera